# Hymedesmia oculifera
Hymedesmia oculifera är en svampdjursart som först beskrevs av Jörn Hentschel 1911.  Hymedesmia oculifera ingår i släktet Hymedesmia och familjen Hymedesmiidae. Inga underarter finns listade i Catalogue of Life.